# قائمة النقابات في فلسطين
هذه قائمة بأسماء النقابات في دولة فلسطين:

## قائمة النقابات
| النقابة                                  | سنة التأسيس | النقيب الحالي   | الموقع الرسمي | ملاحظات                                      |
| ---------------------------------------- | ----------- | --------------- | ------------- | -------------------------------------------- |
| النقابة الفلسطينية العامة للعلاج الطبيعي | 1994        |                 | الموقع الرسمي | [ 1 ]                                        |
| نقابة أطباء الأسنان                      | 1952        | إسماعيل ملحم    | الموقع الرسمي | [ 3 ]                                        |
| نقابة الأطباء                            | 1954        | شوقي صبحة       | الموقع الرسمي | [ 5 ]                                        |
| نقابة الصحفيين                           | 1979        | ناصر أبو بكر    | الموقع الرسمي | الاسم السابق "رابطة الصحفيين العرب في القدس" |
| نقابة الصيادلة                           | 2016        | أيمن خماش       | الموقع الرسمي | الاسم السابق "نقابة الصيادلة–مركز القدس"     |
| نقابة الأخصائيين الاجتماعيين والنفسيين   |             |                 |               |                                              |
| نقابة الطب المخبري                       |             | أسامة النجار    | الموقع الرسمي |                                              |
| نقابة التمريض والقبالة                   |             | إبراهيم النمورة |               |                                              |
| نقابة أساتذة وموظفي الجامعات             |             |                 |               |                                              |
| نقابة المحامين النظاميين                 |             | جواد عبيدات     |               |                                              |
| نقابة المهندسين                          |             | نادية حبش       | الموقع الرسمي |                                              |
| نقابة المهندسين الزراعيين                | 1966        | فيصل شريم       | الموقع الرسمي |                                              |
| نقابة المحامين الشرعيين                  |             | أيمن أبو عيشة   |               |                                              |